# Флаг муниципального округа Ново-Переделкино
Флаг муниципального округа Но́во-Переде́лкино в Западном административном округе города Москвы Российской Федерации — опознавательно-правовой знак, служащий официальным символом муниципального образования.
Первоначально данный флаг был утверждён 4 марта 2004 года флагом муниципального образования Ново-Переделкино.
Законом города Москвы от 11 апреля 2012 года № 11, муниципальное образование Ново-Переделкино было преобразовано в муниципальный округ Ново-Переделкино.
Решением Совета депутатов муниципального округа Ново-Переделкино от 11 сентября 2018 года флаг муниципального округа Ново-Переделкино был утверждён флагом муниципального округа Ново-Переделкино.
Флаг внесён в Государственный геральдический регистр Российской Федерации с присвоением регистрационного номера 12019.

## Описание
Описание флага, утверждённое 4 марта 2004 года, гласило:
«Флаг муниципального образования Ново-Переделкино представляет собой двустороннее прямоугольное полотнище с соотношением сторон 2:3.
В центре красного полотнища помещено изображение белого меча, параллельного древку, на четырёх жёлтых дубовых листьях, положенных в косой крест. Габаритные размеры изображения составляют 1/2 длины и 7/8 ширины полотнища».
Описание флага, утверждённое 11 сентября 2018 года, гласит:
«Прямоугольное двухстороннее полотнище красного цвета с отношением ширины к длине 2:3, воспроизводящее фигуры из герба муниципального округа Ново-Переделкино, выполненные белым и жёлтым цветом».
Геральдическое описание герба гласит:
«В червлёном поле — четыре повышенно показанных золотых дубовых листа, соединённых в косвенный крест, причём каждый лист — с жёлудем, отходящим вбок; и поверх всего — серебряный меч в столб».

## Обоснование символики
Флаг муниципального округа Ново-Переделкино создан на основе герба муниципального округа Ново-Переделкино и повторяет его символику.
Фигуры флага муниципального округа Ново-Переделкино символизируют качества русских воинов, уроженцев здешних мест, достойно защищавших подступы к Москве на протяжении многих столетий: мужество и доблесть (дубовый лист), умелое владение военным оружием (меч). В 1812 году был дан отпор французским войскам, предотвративший их продвижение по Боровскому шоссе к южным, ещё не разорённым дорогам. В 1941 году путь немецко-фашистским войскам перекрыли 30-я и 5-я армии, а также кавалерийский корпус генерала Белова.
Примененные во флаге цвета символизируют:
красный цвет — символ труда, мужества, жизнеутверждающей силы, красоты и праздника;
белый цвет (серебро) — символ чистоты, невинности, верности, надежности и доброты;
жёлтый цвет (золото) — символ высшей ценности, солнечной энергии, богатства, силы, устойчивости и процветания.